# Isotachis trifida
Isotachis trifida là một loài rêu trong họ Balantiopsaceae. Loài này được Gottsche Spruce mô tả khoa học đầu tiên năm 1885.